# Finnträskån, Skellefteå kommun
Finnträskån eller med ett äldre namn Finnträskälven, är ett vattendrag i Byske socken, Skellefteå kommun. Ån avvattnar Finnträsket, 82 meter över havet, två mil nordväst om Byske, och via Gåvaträsket och Tåmbäcken mynnar den i Tåmträsket och är det viktigaste källflödet till Tåmälven. Finnträskån är 12 km lång, men ca 20 km medräknat källflödena som västerifrån rinner till Finnträsket. Avrinningsområdet omfattar cirka 45 km².
Finnträskåns första kilometrar är omgrävda och rätade av odlingsskäl, från Finnträsk och förbi Dammänga nedströms till Sågsele (Sågdammen) vid Gammsåga ("Gammelsågen") där finnträskarnas gamla vattensåg låg. Där flottades timmer som fanns närmare byn på ån ner mot Gammsåga. Numera finns ett dämme vid Finnträskets utflöde vid Åbron för att åter höja sjöns vattennivå. De första nybyggarnas gamla skvaltkvarn låg uppströms från Gammsåga, lite närmare bebyggelsen i Finnträsk.
Finnträskaren och legendaren Robert Lundqvist (1860–1946) – specialbyggmästare för vattensågar och som i övrigt bland annat ritade Finnträsk kyrka tillsammans med sonen Per Gunnar Lundqvist (1889--1982) – var den som skötte den sista ombyggnaden av Gammsåga och omvandlade den från ramsåg till cirkelsåg. Sågverksamheten och övervåningen av det två våningar höga vattensåghuset flyttades år 1920 upp till sjön Finnträskets östra strand i själva byn för att bli elektrifierad. Takspånhyveln och raststugan, "Sågkåken", följde också med upp till Finnträsk by. Takspånhyveln finns dock inte kvar idag. 